# Lokpaikat
Lokpaikat – wieś (desa) w kecamatanie Lokpaikat, w kabupatenie Tapin w prowincji Borneo Południowe w Indonezji.
Miejscowość ta leży na północny wschód od Rantau, przy drodze Jalan Brigadir Jenderal Hasan Basri.